# Dissen-Striesow
Dissen-Striesow är en kommun i Landkreis Spree-Neisse i förbundslandet Brandenburg i Tyskland.
Kommunen bildades den 31 december 2001 genom en sammanslagning av de tidigare kommunerna Dissen och Striesow.
Kommunen ingår i kommunalförbundet Amt Burg (Spreewald) tillsammans med kommunerna Briesen, Burg (Spreewald), Guhrow, Schmogrow-Fehrow och Werben.